# Họ Thu hải đường
Họ Thu hải đường (danh pháp khoa học: Begoniaceae) là một họ thực vật có hoa với khoảng 1.401 loài sinh trưởng trong khu vực nhiệt đới và cận nhiệt đới của cả Cựu Thế giới và Tân Thế giới. Gần như tất cả các loài đều nằm trong chi Begonia. Chi còn lại trong họ là Hillebrandia, là một chi đặc hữu của quần đảo Hawaii và chỉ có một loài duy nhất (Hillebrandia sandwicensis Oliv., 1866). Các nghiên cứu phát sinh loài ủng hộ cho ý kiến cho rằng chi Hillebrandia là một chi chị em đối với phần còn lại của họ này. Trong một số các hệ thống phân loại cũ còn đưa vào một chi là Symbegonia, nhưng hiện nay chi này đã được gộp chung vào chi Begonia, do các kết quả nghiên cứu phát sinh loài ở mức phân tử gần đây đã chỉ ra rằng chi này phát sinh từ trong chi Begonia.
Các loài trong chi Begonia là các loại cây cảnh phổ biến và nổi tiếng.

## Các chi
- Begonia (bao gồm cả Begoniella, Casparya, Diploclinium, Gireoudia, Gurltia, Lepsia, Mezierea, Mitscherlichia, Pritzelia, Semibegoniella, Symbegonia, Tittlebachia, Trendelenburgia, Wageneria): ~1.400 loài, chủ yếu ở vùng nhiệt đới, với vô số lai ghép nhân tạo.
- Hillebrandia

## Hình ảnh

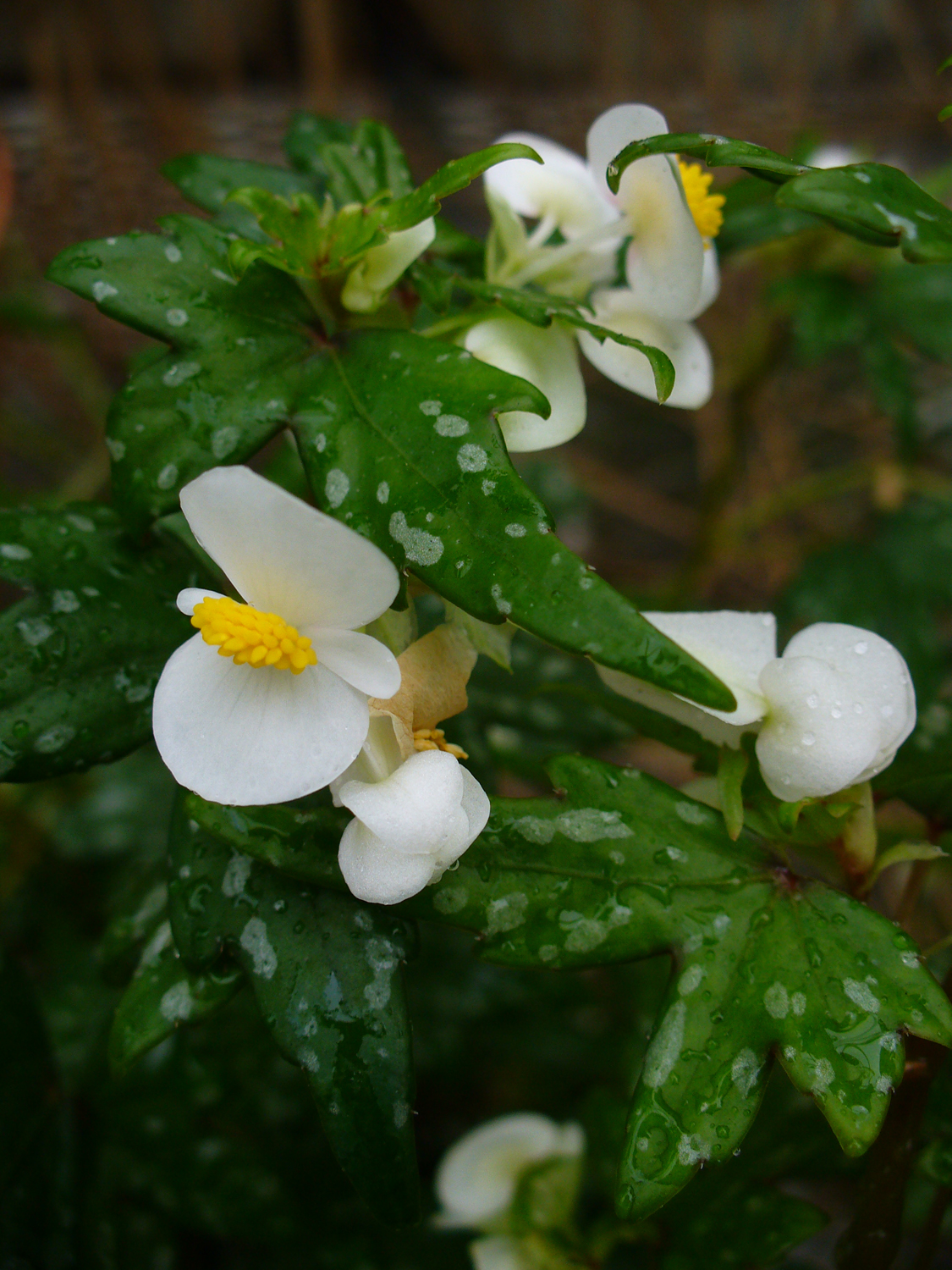
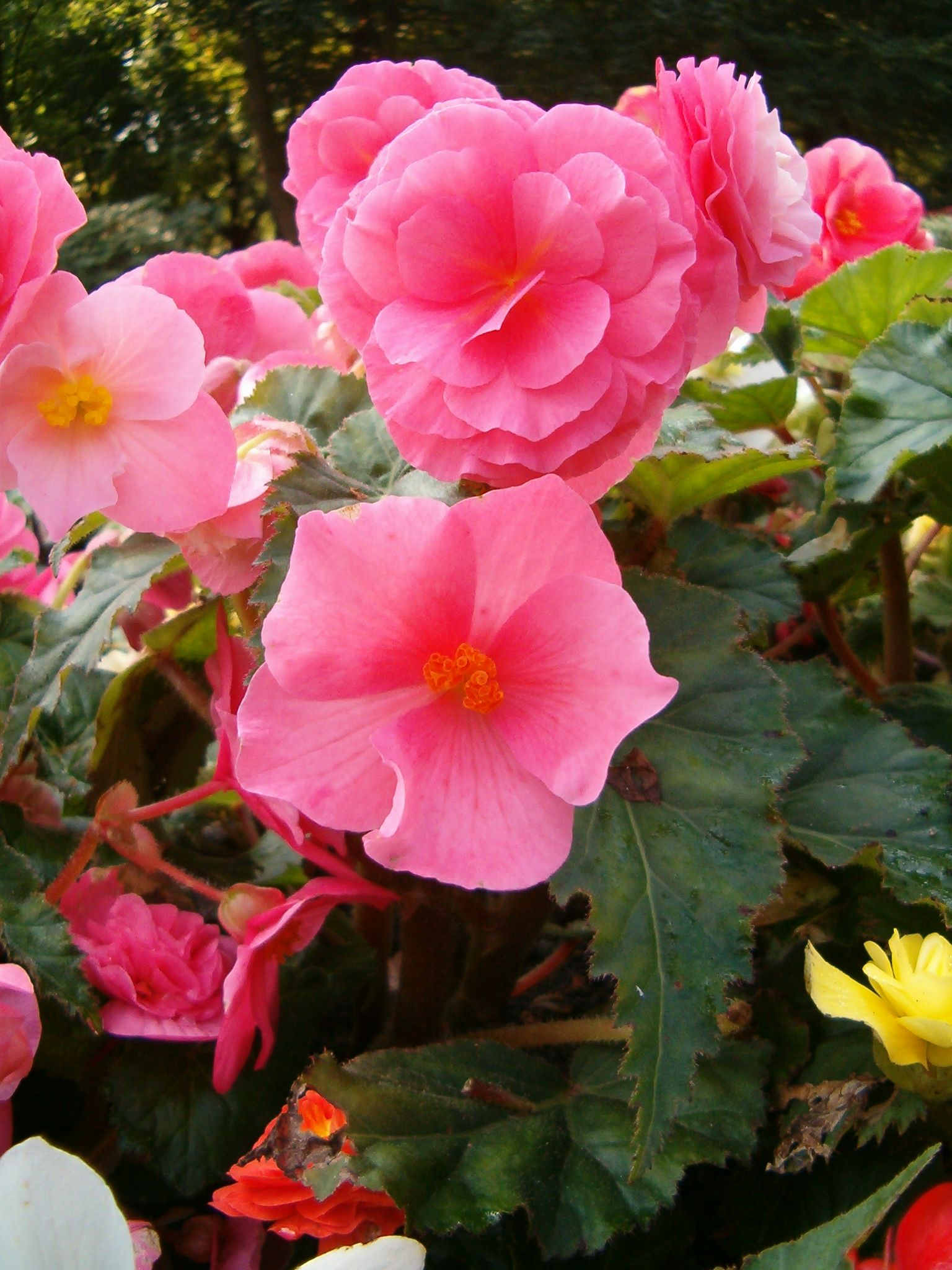
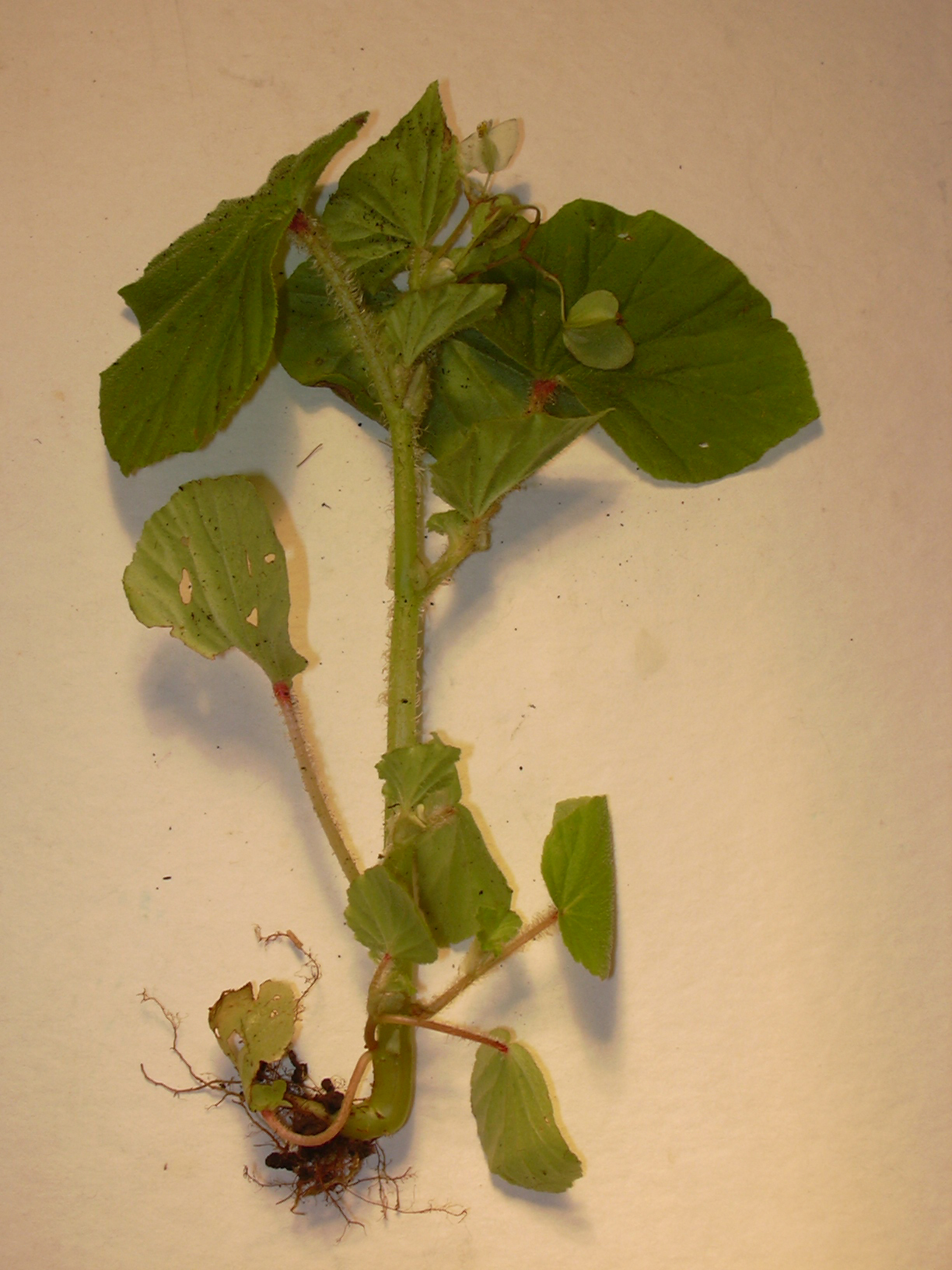